# 28513 Guo
28513 Guo è un asteroide della fascia principale. Scoperto nel 2000, presenta un'orbita caratterizzata da un semiasse maggiore pari a 2,4009883 UA e da un'eccentricità di 0,2108721, inclinata di 2,71324° rispetto all'eclittica.